# Murray (Kentucky)
Murray és una població dels Estats Units a l'estat de Kentucky. Segons el cens del 2008 tenia 16.557 habitants.

## Demografia
Segons el cens del 2000, Murray tenia 14.950 habitants, 6.004 habitatges, i 2.869 famílies. La densitat de població era de 595,1 habitants/km².
Dels 6.004 habitatges en un 19,5% hi vivien nens de menys de 18 anys, en un 35,6% hi vivien parelles casades, en un 9,5% dones solteres, i en un 52,2% no eren unitats familiars. En el 39,1% dels habitatges hi vivien persones soles el 13,6% de les quals corresponia a persones de 65 anys o més que vivien soles. El nombre mitjà de persones vivint en cada habitatge era de 2,02 i el nombre mitjà de persones que vivien en cada família era de 2,7.
Per edats la població es repartia de la següent manera: un 13,6% tenia menys de 18 anys, un 33,7% entre 18 i 24, un 20,7% entre 25 i 44, un 16% de 45 a 60 i un 16% 65 anys o més.
L'edat mediana era de 26 anys. Per cada 100 dones de 18 o més anys hi havia 83,8 homes.
La renda mediana per habitatge era de 25.647$ i la renda mediana per família de 41.331$. Els homes tenien una renda mediana de 30.266$ mentre que les dones 22.294$. La renda per capita de la població era de 15.389$. Entorn de l'11,2% de les famílies i el 22,1% de la població estaven per davall del llindar de pobresa.

## Poblacions més properes
El següent diagrama mostra les poblacions més properes.